# Karpowskaja (rejon tarnoski)
Karpowskaja (ros. Карповская) – wieś w Rosji, w rejonie tarnoskim obwodu wołogodzkiego. W 2010 r. liczyła 19 mieszkańców.